# Mont Agel
Mont Agel – szczyt górski w Prealpach Nicejskich, o wysokości 1148 m n.p.m., na pograniczu Francji i Monako. Na południowym zboczu góry, na wysokości 162 metrów n.p.m. znajduje się najwyższy punkt w Księstwie Monako.